# 1180年代
1180年代（せんひゃくはちじゅうねんだい）は、西暦（ユリウス暦）1180年から1189年までの10年間を指す十年紀。

## できごと

### 1180年
- 高倉天皇が譲位し、第81代安徳天皇が即位。
- 源頼朝、平氏に対して挙兵。平清盛主導による福原行幸。

### 1183年
- 平氏とともに西走した安徳天皇と並立して第82代後鳥羽天皇が即位。

### 1185年
- 壇ノ浦の戦いで平氏が滅亡。安徳天皇は祖母平時子に抱かれて入水し、8歳で崩御。

### 1187年
- ハッティンの戦い。アイユーブ朝のサラーフッディーンによりエルサレム王国の十字軍が壊滅。

### 1189年
- スコットランド王ウィリアム1世、イングランドからの主権を回復(カンタベリー協定)。
- 第3回十字軍(-1192年）。
- 奥州合戦（奥州藤原氏滅亡）。